# Cud zdarza się raz
Cud zdarza się raz (fr. Les miracles n'ont lieu qu'une fois) – melodramat Yves'a Allégreta nakręcony w 1951 roku. 
Akcja filmu rozpoczyna się latem 1939 roku; bohater, młody francuski student zakochuje się w pięknej Włoszce. Ona odwzajemnia jego uczucia, jednak na drodze ich szczęścia staje wybuch wojny. 
Polska premiera filmu odbyła się w 1956 roku.